# Епископ далматински и албански Симеон
Симеон Кончаревић (око 1690. године, Карин — 26. августа 1769, Кијев) био је епископ далматински и албански (1751-1762).

## Биографија
Отац му се звао Јован, по занимању српски свештеник, а мајка Павлина. Школовао се око осам година у Задру и Венецији, где је одлично овладао латинским и италијанским језиком. Године 1720. рукоположен за пароха бенковачког од владике Стевана Љубибратића. Године 1728, услед енергичног противљења книнском римокатоличком бискупу италијану Андрији Балбију који је покушао да насилно изврши канонску посету српској цркви у Бенковцу, Кончаревић је држећи исукану сабљу у руци, забранио бискупу улазак у православни храм. Тада је ухапшен и затворен у тамницу, али је после неколико месеци ослобођен.

### Епископ далматински
По изласку из затвора, сазива скупштину свештеника 16. јуна 1731. у Бенковцу са двадесет два учесника, на којој је одлучено да српско свештенство не признаје никакву власт „латинских бискупа“, да се осуђују захтеви тих бискупа за обављање каноничких посета српским православним црквама у Далмацији, и да је потребно поднети Сенату молбу за избор једног свештеника који би могао бити постављен за српског православног епископа Далмације, Бока которске и млетачке албаније. Сенат издаје решење 28. јула 1736. којим се Србима у Далмацији дозвољава да изаберу свога архијереја.
На црквенонародном сабору у селу Косову код Книна одржаном 4. децембра 1750. године одлучено је да се за епископски чин предложи Симеон Кончаревић. Са сабора је упућено писмо патријарху Атанасију II Гавриловићу са молбом да Кончаревића хиротонише за епископа далматинског. Уочи Божића 1751. замонашен је у манастиру Крупи. Хиротонисан је „на превасходителниј степен архијерејства митрополији далматинскија и албанскија“ 15. септембра 1751. у манастиру Дужи код Требиња. Хиротонију је извршио митрополит дабробосански Гаврило, а у њој је узео учешће и лични изасланик патријарха из Пећи, викарни епископ Дионисије. Пошто је патријарх Атанасије одредио да се Кончаревићева јурисдикција простире не само на Далмацију, већ и на Боку которску и млетачку Албанију, претпоставља се из разлога да би било решено црквено питање за све Србе на територији Млетачке републике.

### Пригонство
Епископ црногорски Сава оптужује Кончаревића код генералног провидура Ђиролама Балбија да му је угрожена јурисдикција у Боки которској. Након Балбијевог извештаја од 27. марта 1752, Сенат одлуком од 5. априла 1753. наређује да Кончаревић буде удаљен из Далмације „на опрезан и неупадљив начин“. Настанивши се у селу Попини, у тадашњој Војној крајини још четири године управља далматинском епархијом преко свога егзарха, архимандрита крчког Никанора Рајевића и рукополаже свештенике за Далмацију. Управљајући епархијом, отвара школу, претпоставља се богословију, у Бенковцу, која ради од 1751, и чија четири полазника настављају школовање у Кијевској духовној академији. Оснива женски манастир у Бенковцу, у коме се настањује „черноризица Јелена Кончаревна“, за коју се претпоставља да је била његова сестра или блиска рођака, са сестринством. У више наврата упућује молбе млетачкој влади да му дозволи повратак у Далмацију, али не добија одговор.

### Прва сеоба
У међувремену, 1754. године Срби у Далмацији, претпоставља се под утицајем црногорских епископа Саве и Василија Петровића, траже од млетачке владе да им за архијереја именује Дионисија Новаковића, епископа будимског. Епископи Сава и Василије 1755. упућују и тужбу влади у Венецији због наводне бесправне доделе јурисдикције Кончаревићу над Боком Которском од пећког патријарха. Одлучивши да пође у Руску Империју и царици Јелисавети изнесе своју невољу и невољу српског народа, 1757. пише писма виђенијим световним лицима и свим православним свештеницима у Далмацији, позивајући их да се са њим одселе у Руску Империју. Позиву се одазива 120 световних и 6 свештених лица. Циљ сеобе Кончаревић формулише као тражење места где ће далматински Срби моћи слободно исповедати православну веру, када им то није омогућено на територији Млетачке републике. Намера му је и да заинтересује руски двор за православне Србе у Далмацији и да покуша да преко Руске Империје заштити њихов национални и верски идентитет.
Сеоба креће из Попине на Илиндан, 2. августа 1758. године. У Кијев стиже крајем октобра 1758, а одводи те 1758. године Србе исељенике у Нову Србију, у место Глоговац. Генерал Јован Хорват је покушавао да у "Новој Србији" буде постављен Кончаревић за епископа, једне нове српске дијецезе. Али то руски Синод одбацује. Зиму проводи у Кијеву, где се задржава до јануара 1759, одакле креће за Петроград и бива примљен код царице Јелисавете Петровне маја 1759. Упознавши царицу са положајем Срба у Далмацији, моли да му се омогући повратак у епархију са пратиоцима, али дозволу не добија. Настањује се у Петропавловском манастиру у Кијеву, добивши дозволу чинодејствовања од Синода Руске православне цркве. Септембра 1760, након другог пријема код царице Јелисавете Петровне, добија дозволу за повратак у Далмацију без обавезе да се врати у Русију. Међутим, пошто је одлуком владе у Венецији проглашен за државног издајника и осуђен у одсуству на издржавање казне у замраченом затвору у трајању од седам година, и пошто је млетачка влада, сазнавши за његов повратак из Русије, расписала за њим потерницу, нудећи 1.000 дуката у злату ономе ко га доведе живог или донесе његову главу, задржава се у Будиму и Бечу, где се састаје са руским послаником кнезом Галицином, који, ослањајући се на писма царице Јелисавете, саставља „меморијал у корист православних Далматинаца“ и доставља га млетачком амбасадору у Бечу.

### Друга сеоба
Стигавши у Попину, на млетачко-аустријску границу, маја 1762, рукополаже свештенике и припрема нову сеобу за Русију, придобивши за кратко време сто породица, али Турци његове присталице затварају у тамнице и одузимају им имања. Разболевши се, 29. јула 1762. креће преко Карловца, Јегре, Арада, Пеште, Токаја и Екермена, за Кијев, где му је поново указано гостопримство у Петропавловском манастиру и омогућен књижевни рад. Овде пише свој чувени „Љетопис грађанских и црквених догађаја“, где описује догађаје везане за Србе у Далмацији до 1754. године. Од руског двора успева да издејствује помоћ српским црквама у Далмацији у већим количинама књига и одежди.
Умире у Кијеву 26. августа 1769. и бива сахрањен у тамошњем Петропавловском манастиру.